# هانا پولاک
هانا پولاک (لهستانی: Hanna Polak؛ زادهٔ ۱ ژانویهٔ ۱۹۶۷) یک کارگردان فیلم، و تهیه‌کننده فیلم اهل لهستان است.
از فیلم‌ها یا مجموعه‌های تلویزیونی که وی در آن‌ها نقش داشته‌است می‌توان به کودکان لنینگرادسکی اشاره نمود که نامزد دریافت جایزه اسکار بهترین فیلم مستند کوتاه و جایزه امی شد.